# St. Norbert (Enkenbach)

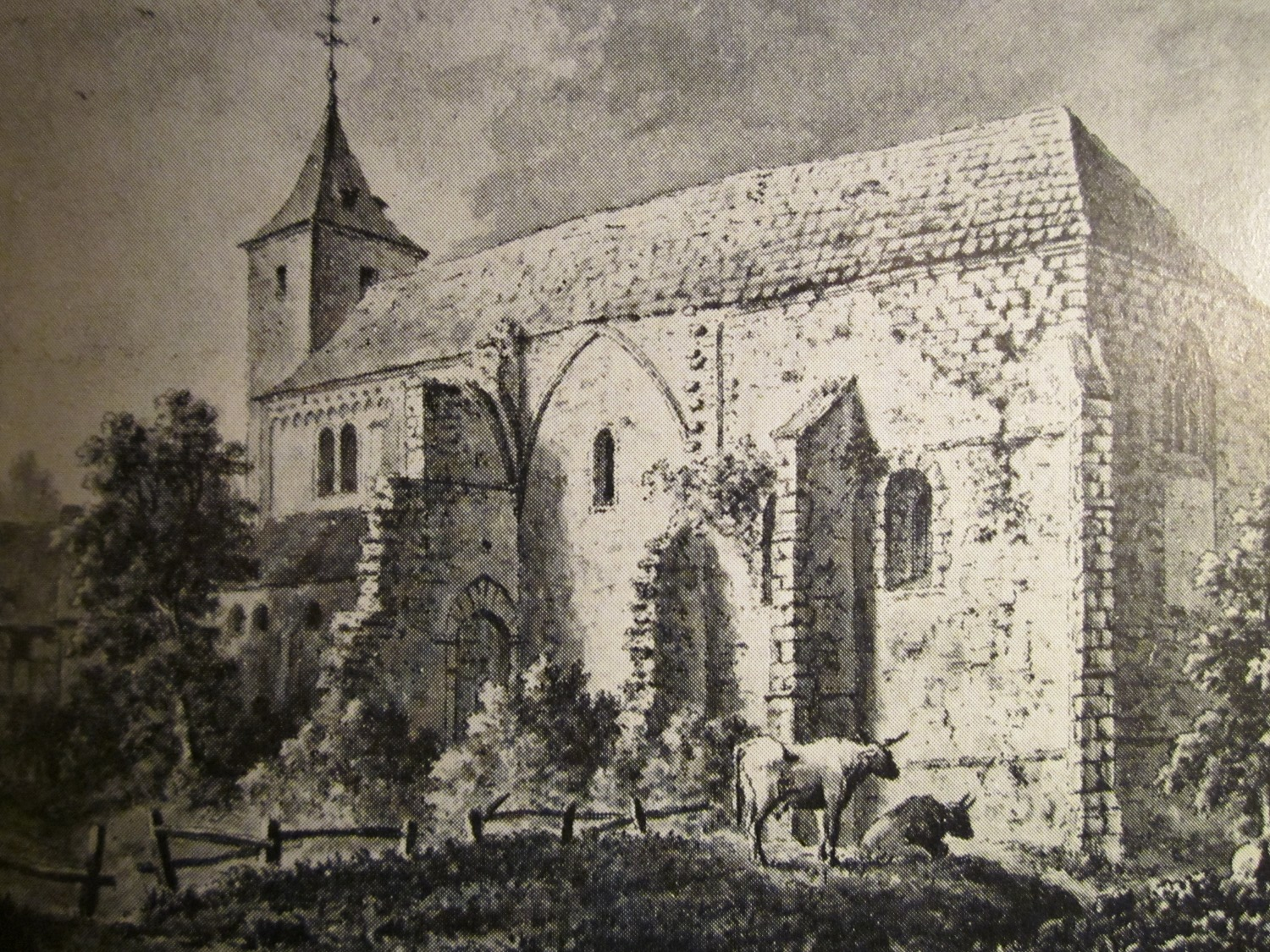
Die Klosterkirche um 1830

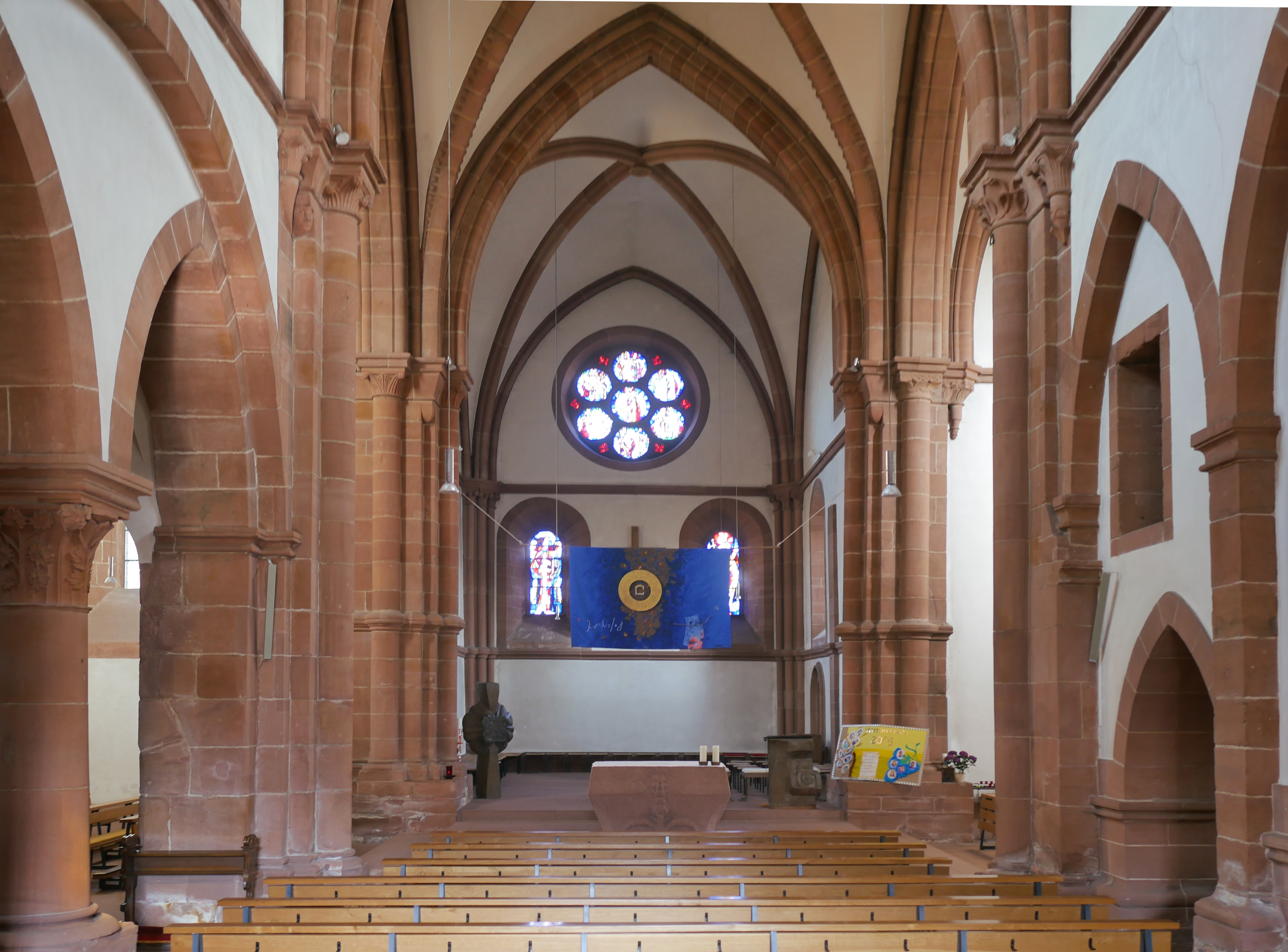
Innenansicht

Die katholische Pfarrkirche St. Norbert in Enkenbach im Landkreis Kaiserslautern in Rheinland-Pfalz war die Klosterkirche eines Prämonstratenserinnenklosters, das 1148 von Graf Ludwig III. von Arnstein und Ritter Hunfried von Alsenborn gegründet wurde. Der Bau der Kirche reicht ins 13. Jahrhundert zurück und wurde im Laufe der Geschichte mehrfach teils abgebrochen, wieder aufgebaut und restauriert, ist aber in den Hauptteilen erhalten.

## Geschichte und Baugeschichte
Der Bau der heutigen Kirche vollzog sich in zwei Bauperioden begann um 1225. Die zweite Periode lässt sich anhand von Urkunden auf die Jahre 1265 bis 1272 datieren. Im Reunionskrieg 1689 wurde das Bauwerk zerstört. Nach der Kirchenteilung von 1706 gelangte die Klosterkirche wieder in den Besitz der Katholiken. 1707-08 erfolgten Wiederherstellungsarbeiten, wobei das südliche Querschiff als Ruine stehenblieb. 1902 bis 1904 erfolgte eine grundlegende Sanierung durch Wilhelm Schulte aus Neustadt/Haardt die insbesondere die re-romanisierung des Chores und die Wiederherstellung des Querschiffs betraf.
Bis zur Auflösung des Konventes hatte er umfangreichen Besitz und den Pfarrsatz in dem nicht mehr existierenden Dorf Eyersheim bei Weisenheim am Sand.

## Beschreibung
Der Bau ist eine asymmetrische kreuzrippengewölbte Pfeilerbasilika mit Querhaus und Chor. An der Westseite fügt sich eine Vorhalle mit schlichter Einturmfassade an. Stilistisch befindet sich der Bau im Übergang zur Gotik und hat Ähnlichkeiten zur nahegelegenen Abteikirche Otterberg. Ähnlich wie in Otterberg findet sich über dem Haupteingang eine Fensterrose. Die re-romanisierung von 1902-04 hat gotische Stilelemente teilweise wieder zurückgenommen, augenscheinlich an der Neugestaltung der Westseite des südlichen Seitenschiffs. Die übrigen Bereiche der Westfassade zeigen im Untergeschoss Spitzbögen. Diese wiederholen sich im Innern an den nördlichen Seitenschiffsarkaden. Diese weisen eine Variante des sächsischen Stützenwechsels auf: Beim Echternacher Stützenwechsel sind zwischen je zwei Pfeilern zwei gekuppelte Spitzbogenarkaden eingestellt, die durch eine Säule getrennt werden. Dieses Arkadenpaar wird dabei von einem runden Blendbogen überfangen, der sich von Pfeiler zu Pfeiler spannt.
Das südliche Seitenschiff, das ursprünglich nur durch zwei Öffnungen mit dem Hauptschiff verbunden war, bildete einen Flügel des nicht mehr vorhandenen Kreuzgangs. Erst 1971 wurde der heutige, die ursprüngliche Raumsituation verunklarende Zustand geschaffen.
Auch die Bauplastik an Konsolen und Kapitellen ist verwandt mit Otterberg, als Vorbild kann der Wormser Dom und das Straßburger Münster angenommen werden.
Das Stufenportal zwischen Vorhalle und Mittelschiff besitzt ein bemerkenswertes Tympanon, welches in Laubwerk eingearbeitete Tiere zeigt, die wahrscheinlich in symbolischer Form das Jüngste Gericht darstellen. Das Lamm Gottes steht im Zentrum. „Unreine“ Tiere (Hase, Schwein, Eichhörnchen und Hund) befinden sich auf seiner linken Seite, auf der rechten Seite erkennt man vier Vögel, die als reine Tiere gelten. Seitlich sieht man paarweise angeordnete Löwen und Drachen.

## Glocken
Die älteste noch erhaltene Glocke ist die Marienglocke aus dem Jahr 1920, welches als einziger von den bisherigen Vorgängerglocken im Zweiten Weltkrieg erhalten blieb. Der Glockengießer Karl Czudnochowsky aus Erding, zugleich gebürtiger Enkenbacher, goss als Ergänzung zu der vorhandenen Zwischenkriegsglocke, im Jahr 1949, drei neue Glocken. Es handelt sich um einer seiner besten qualitativ gegossenen Glocken überhaupt.
| Nr. | Name        | Ton  | Gussjahr | Gießer, Gussort           | Gewicht (kg) |
| 1   | Christkönig | e1   | 1949     | Karl Czudnochwsky, Erding | 1100         |
| 2   | St. Josef   | gis1 | 1949     | Karl Czudnochwsky, Erding | 520          |
| 3   | St. Maria   | h1   | 1920     | Ulrich, Apolda            | 420          |
| 4   | St. Petrus  | cis2 | 1949     | Karl Czudnochwsky, Erding | 200          |